# Weissia nitida
Weissia nitida là một loài rêu trong họ Pottiaceae. Loài này được Reinw. & Hornsch. mô tả khoa học đầu tiên năm 1829.